# 羅賢姬
羅賢姬（韓語：나현희，1970年9月20日—），韓國女演員。

## 演出作品

### 電視劇
- 1993年：KBS《倖存的悲傷》
- 1994年：KBS《尋找掩藏的圖片》
- 2003年：SBS《夏娃的花園》
- 2004年：MBC《英雄時代》
- 2008年：SBS《水瓶座》
- 2008年：MBC《伊甸園之東》飾演 吳允姬

### 電影
- 1992年：《月亮，太陽夢見的夢》